# MuPDF
MuPDF ist ein Programm und eine Bibliothek zur Anzeige von PDF-, XPS-, OpenXPS- und CBZ-Dateien. Es wird von Artifex Software entwickelt und ab Version 1.2 als freie Software unter der GNU Affero General Public License veröffentlicht (davor unter der GNU General Public License).
MuPDF ist als eigenständiger Dokumentenbetrachter sehr schnell und schlank. Dem Benutzer bietet er eine minimalistische graphische Oberfläche. Mit dem weiteren Ziel, dass Funktionen von Integratoren möglichst einfach hinzugefügt oder in externe Anwendungen eingebunden werden können, wurde der modulare Quellcode von den Entwicklern sehr schlank gehalten.
MuPDF wird beispielsweise von Sumatra PDF zum Rendern von PDF- und XPS-Dateien verwendet.
MuPDF unterstützt den PDF-Standard bis einschließlich Version 1.8 und verarbeitet unter anderem Transparenzeffekte, Verschlüsselungen und Hyperlinks. Neben Lesezeichen und der Darstellung von Kommentaren bietet es ebenso eine schnelle Suchfunktion. Ab Version 1.2 unterstützt MuPDF optional interaktive PDF-Funktionen wie das Ausfüllen von Formularen, ebenso die Darstellung von im Dokument vorgegebenen Seitenübergangseffekten, sowie die Ausführung von eingebettetem JavaScript-Code mit dem ebenfalls freien und ressourcensparenden Interpreter MuJS.